# Unkenrufe – Zeit der Versöhnung
Unkenrufe – Zeit der Versöhnung ist ein deutsch-polnischer Spielfilm nach der gleichnamigen Erzählung von Günter Grass aus dem Jahre 2005.

## Handlung
Der in Danzig geborene Professor für Kunstgeschichte Alexander Reschke, der in Bochum lebt, ist 1989 in seiner Geburtsstadt, um für ein Buch zu recherchieren. Dabei lernt er die polnische, in Vilnius geborene Restauratorin Aleksandra Piątkowska kennen und verliebt sich in sie. Sie kommen aufgrund ihrer gemeinsamen Vertriebenenbiografie auf die Idee, eine Polnisch-Litauisch-Deutsche Friedhofsgesellschaft zu gründen, um Vertriebenen des jeweiligen Landes in Danzig und Wilna eine letzte Ruhestätte zu geben. Als erstes suchen sie ein geeignetes Gelände in Danzig für einen Versöhnungsfriedhof und machen sich dann auf die Suche nach Mitstreitern, die das nötige Kapital beisteuern. Sie finden sie in dem Bauunternehmer Vielbrand aus Braunschweig, dem polnischen Banker Marczak, dem evangelisch-lutherischen Kirchenrat Karau, dem polnischen katholischen Priester Bieroński und einer Vertreterin einer deutschen Vertriebenenorganisation, Johanna Detlaff. Des Weiteren werden im Aufsichtsrat des Unternehmens ein Postkommunist und die Ur-Danzigerin Erna Brakup vertreten sein. Erna Brakup fungiert gleichzeitig als die Stimme aus dem Off, die mit ihren Unkenrufen die Fäden der Handlung zieht.
Die Gesellschaft wächst schnell, Interessenten gibt es zahlreiche. Probleme gibt es, als Deutsche mit provozierenden Grabschriften polnische Randalierer zu Grabschändungen animieren. Der Erfolg bringt die Gesellschafter im Aufsichtsrat auf weitere Geschäftsideen. So möchten sie Altenheime bauen und Golfhotels für die Trauergäste. Alexander und Aleksandra verlassen das Unternehmen daraufhin. Sie heiraten und fahren in die Flitterwochen nach Italien. Dort verunglücken sie mit dem Auto tödlich und werden auf einem Friedhof in Italien begraben.

## Kritiken
- Lexikon des internationalen Films: Ein stilistisch uneinheitlicher, in den satirischen Passagen derber und unsensibler Film voller Plattitüden.[1]

## Auszeichnungen
Der Film war für den Polnischen Filmpreis in vier Kategorien nominiert. Beste weibliche Hauptrolle (Krystyna Janda), Beste männliche Nebenrolle (Marek Kondrat), Beste Musik und Beste Ausstattung.
Die Deutsche Film- und Medienbewertung FBW in Wiesbaden verlieh dem Film das Prädikat besonders wertvoll.